# اوترویل-سور-لا-رن
اوترویل-سور-لا-رن (به فرانسوی: Autreville-sur-la-Renne) یک کمون در فرانسه است که در canton of Juzennecourt واقع شده‌است. اوترویل-سور-لا-رن ۴۱٫۷۶ کیلومتر مربع مساحت دارد.